# Camilla Store
Camilla Store è stato un programma televisivo per ragazze e ragazzi trasmesso su Super! dal 13 maggio 2011 e condotto da Fiore Manni.

## Il programma
Il programma prende il nome da Camilla, la gatta norvegese di Fiore.
In ogni puntata, Fiore Manni, una personal stylist, incontra nel suo atelier una ragazza per darle consigli sulla moda confezionando abiti e accessori per lei creando il look più originale che più la rappresenti. A detta della conduttrice anche i ragazzi possono partecipare al programma, ma sono molto più frequenti le puntate con protagoniste le ragazze.
Le riprese si sono svolte a Roma. 

### Programmazione
Nato come programma serale, nel 2012 venne trasmesso per poco tempo anche di pomeriggio, e successivamente venne di nuovo trasmesso soltanto di sera.

## Edizioni
La prima edizione è iniziata il 13 maggio 2011, per poi concludersi il 22 luglio 2011; sono stati trasmessi però anche altri due episodi l'8 e il 15 settembre 2011. La seconda edizione è andata in onda dal 10 settembre al 12 novembre 2012. La terza edizione è comincia il 29 aprile 2013 con una prima tranche di 10 episodi, mentre gli altri undici episodi sono stati mandati in onda dal 2 settembre all'11 novembre 2013. La quarta edizione è andata in onda dal 31 marzo al 2 giugno 2014. La quinta edizione è andata in onda dal 20 aprile 2015 al 22 giugno 2015. La sesta edizione è andata in onda dall'11 aprile al 13 giugno 2016.
Al di fuori del programma principale, sono state mandate in onda tre puntate speciali; la prima, Un giorno con Fiore è andata in onda il 9 giugno 2014, mentre il 23 marzo 2015 è andato in onda il secondo episodio speciale In viaggio con Fiore: destinazione Tokyo. Il 16 settembre 2016 è andato in onda l'ultimo episodio speciale, intitolato In viaggio con Fiore: destinazione Londra.
| Edizione                                  | Inizio            | Fine              | Rete televisiva | Puntate          | Giorno  | Conduzione  |
| ----------------------------------------- | ----------------- | ----------------- | --------------- | ---------------- | ------- | ----------- |
| 1                                         | 13 maggio 2011    | 22 luglio 2011    | Super!          | 11               | Venerdì | Fiore Manni |
| 1                                         | 8 settembre 2011  | 15 settembre 2011 | Super!          | 2                | Venerdì | Fiore Manni |
| 2                                         | 10 settembre 2012 | 12 novembre 2012  | Super!          | 10               | Lunedì  | Fiore Manni |
| 3                                         | 29 aprile 2013    | 1º luglio 2013    | Super!          | 10               | Lunedì  | Fiore Manni |
| 3                                         | 2 settembre 2013  | 11 novembre 2013  | Super!          | 11               | Lunedì  | Fiore Manni |
| 4                                         | 31 marzo 2014     | 2 giugno 2014     | Super!          | 10               | Lunedì  | Fiore Manni |
| Un giorno con Fiore                       | 9 giugno 2014     | 9 giugno 2014     | Super!          | Puntata speciale | Lunedì  | Fiore Manni |
| In viaggio con Fiore: destinazione Tokyo  | 23 marzo 2015     | 23 marzo 2015     | Super!          | Puntata speciale | Lunedì  | Fiore Manni |
| 5                                         | 20 aprile 2015    | 22 giugno 2015    | Super!          | 10               | Lunedì  | Fiore Manni |
| 6                                         | 11 aprile 2016    | 13 giugno 2016    | Super!          | 10               | Lunedì  | Fiore Manni |
| In viaggio con Fiore: destinazione Londra | 16 settembre 2016 | 16 settembre 2016 | Super!          | Puntata speciale | Venerdì | Fiore Manni |

## Spin-off
- Disegna con Fiore (2012)
- Camilla Store Best Friends (2014)
- La posta di Fiore (2016)